# Salvador Artigas
Salvador Artigas Sahún (Barcelona, 23 de febrero de 1913-Benidorm, 6 de septiembre de 1997) fue un futbolista y entrenador profesional español.

## Trayectoria como jugador
Con 15 años inicia su carrera como jugador. Juega en los equipos juveniles del Fútbol Club Barcelona, llegando al primer equipo en la temporada 1930-31 de la Primera división española.
A causa de la guerra civil en España, fue aviador republicano y emigra a Francia. Allí jugaría para varios equipos: Girondins de Burdeos (1938-1939), Le Mans Union Club 72 (1939-1944), y Stade Rennais(1944-1949). Retorna a la Liga española entre 1949 y 1952, con la Real Sociedad. Vuelve al Stade Rennais en 1952, donde se desempeñaría como entrenador.

## Trayectoria como entrenador
Hasta 1955, entrena al Stade Rennais. Ese año volvería a la Real Sociedad como entrenador, donde permaneció hasta 1960. El Girondins de Burdeos fue entrenado por Artigas hasta 1967, año en el que empieza su etapa como entrenador del FC Barcelona, ganando la Copa de 1968.
Llegó a dirigir cuatro partidos de la Selección española en 1969 junto a Miguel Muñoz y Luis Molowny, consiguiendo dos victorias, un empate y una derrota. Recala en 1970 en el Elche CF, hasta 1971, año en el que pasa a entrenar al Athletic Club, siendo el penúltimo equipo de su carrera como entrenador, que acabó en la temporada 1972-73 en el Sevilla Fútbol Club.
| Predecesor: Luis Molowny | Entrenador de la Selección de fútbol de España 1969 | Sucesor: Laszló Kubala |